# Xiphinemella radicicola
Xiphinemella radicicola är en rundmaskart. Xiphinemella radicicola ingår i släktet Xiphinemella och familjen Dorylaimidae. Inga underarter finns listade i Catalogue of Life.